# Boliwia na Zimowych Igrzyskach Olimpijskich 1988
Boliwię na Zimowych Igrzyskach Olimpijskich 1988 reprezentowało 6 zawodników, byli to sami mężczyźni.

## Narciarstwo alpejskie
| Zawodnik             | Konkurencja   | Wyścig 1          | Wyścig 2     | Suma              | Suma    |
| Zawodnik             | Konkurencja   | Czas              | Czas         | Czas              | Miejsce |
| -------------------- | ------------- | ----------------- | ------------ | ----------------- | ------- |
| Enrique Montano      | Slalom gigant | Zdyskwalifikowany | –            | Zdyskwalifikowany | –       |
| Jaime Bascon         | Slalom gigant | Zdyskwalifikowany | –            | Zdyskwalifikowany | –       |
| Guillermo Avila      | Slalom gigant | Zdyskwalifikowany | –            | Zdyskwalifikowany | –       |
| José-Manuel Bejarano | Slalom gigant | 1:39,50           | Nie ukończył | Nie ukończył      | –       |
| Enrique Montano      | Slalom        | 1:44,04           | 1:23,37      | 3:07,41           | 53      |
| Luis Viscarra        | Slalom        | 1:30,45           | 1:23,93      | 2:54,38           | 50      |
| Manuel Aramayo       | Slalom        | 1:24,85           | 1:17,46      | 2:42,31           | 46      |
| Guillermo Avila      | Slalom        | 1:16,57           | 1:07,83      | 2:24,40           | 38      |